# Selena Quintanilla-Pérez
Selena Quintanilla-Pérez (n. 16 aprilie 1971, Lake Jackson⁠(d), Texas, SUA – d. 31 martie 1995, Corpus Christi, Texas, SUA), cunoscută publicului datorită numelui Selena, supranumită « Regina muzicii tejano », a fost o cântăreață, muziciană, compozitoare și textieră de origine mexicano-americană. Fiind ultimul copil al unui cuplu de imigranți mexicani, Selena a înregistrat primul său album la vârsta de doisprezece ani. Tânăra interpretă a fost desemnată „Cântăreața anului” la Premiile Muzicale Tejano din anul 1987, iar câțiva ani mai târziu a semnat un contract de management cu renumita casă de înregistrări EMI. Statutul său de celebritate a crescut la începutul anilor 90, în special în țările vorbitoare de limbă spaniolă.
Selena a devenit mult mai cunoscută publicului din America de Nord după ce a fost asasinată la vârsta de douăzeci și trei de ani de Yolanda Saldívar, președinta fan-clubului său. Pe 12 aprilie 1995, la 2 săptămâni de la moartea sa, George W. Bush, guvernatorul statutului Texas, a declarat data nașterii interpretei „Ziua Selenei” în Texas. Compania americană Warner Brothers a produs un film biografic în anul 1997, protagonista acestuia fiind Jennifer Lopez. În iunie 2006, Selena a fost comemorată prin inaugurarea unui muzeu ridicat în memoria sa și prin turnarea unei statui de bronz în mărime naturală care o întruchipează pe interpretă, monument ce poartă numele „Mirador de la Flor” și este expus în Corpus Christi, Texas.

## Biografie

### Copilăria și primele activități muzicale (1971—1986)
Selena s-a născut în Lake Jackson, Texas, Statele Unite ale Americii fiind fata unui mexican, Abraham Quintanilla Jr. și a unei mexicano-americane, Marcella Ofelia Samora. Educația ei a avut la bază preceptele cultului religios Martorii lui Iehova. A început să cânte la vârsta de 6 ani; când avea 9 ani. Tatăl ei a fondat trupa Selena y Los Dinos, ea fiind figura principală. La început cântau în restaurantul familiei Quintanilla, PappaGayo's, dar restaurantul a dat faliment la scurt timp după aceea.
Familia rămasă fără resurse financiare a fost evacuată din casa sa. Luându-și echipamentul muzical într-un autobuz vechi, familia s-a mutat în Corpus Christi, Texas. Aici, trupa a cântat pe unde a putut: la colțuri de stradă, nunți, zile de naștere, târguri. Eforturile lor de a-și face numele și talentul cunoscute a dat roade în 1985 când Selena, în vârstă de 15 ani, a înregistrat primul său album la o casă de discuri locală. Albumul nu a fost vândut în magazine și tatăl său a cumpărat toate copiile originale. A fost relansat în 1995 sub numele de "Mis Primeras Grabaciones" (Primele mele înregistrări).
Selena a învățat bine la școală, dar odată cu creșterea popularității ei ca interpretă, călătoriile necesare carierei sale au început să interfereze cu educația sa. Tatăl ei a scos-o de la scoală când era în clasa a IX-a. Și-a continuat educația călătorind; la 17 ani a primit diploma pentru absolvirea liceului de la The American School of Correspondence (Școala americană prin corespondență) din Chicago, Illinois. A fost acceptată la Facultatea de Stat din Louisiana (Louisiana State University). Selena și-a lansat cel de-al doilea album, "Alpha", în 1986.

### Succesul regional și evoluția muzicală (1987—1993)
La Premiile muzicale Tejano din 1987, Selena a câștigat premiul "Cântăreața anului" (și a dominat categoria în următorii 7 ani). În 1988, a lansat 2 albume, "Preciosa" și "Dulce Amor". În 1989, José Behar, fostul președinte al diviziunii Sony Latin Music și fondatorul case de discuri Capitol/EMI, semnează un contract cu Selena. Mai târziu a spus că a semnat cu Selena deoarece a crezut că a descoperit-o pe următoarea Gloria Estéfan. În același an, Selena a semnat un contract cu Coca-Cola pentru a deveni unul dintre purtătorii de cuvânt în Texas, iar concertele sale atrăgeau mii de persoane.
În 1988, Selena l-a cunoscut pe Chris Pérez, care avea propria trupă. 2 ani mai târziu, familia Quintanilla l-a angajat pentru a cânta în trupa Selenei și la scurt timp s-au îndrăgostit. La început, tatăl său nu era de acord cu relația lor și a mers până la a-l concedia pe Pérez. În cele din urmă a acceptat relația. Pe 2 aprilie 1992, Selena și Pérez s-au căsătorit în Nueces County, Texas, și a adăugat numele de familie al soțului la numele său.
În 1990, Selena a lansat un alt album, "Ven Conmigo", scris de fratele său Abraham Quintanilla III, care era și liristul principal al formației. Această înregistrare a fost primul album tejano a unei cântărețe care a obținut aur. În aceeași perioadă, o asistentă și fană, numită Yolanda Saldívar, l-a abordat pe tatăl Selenei cu ideea de a înființa un fan club. Dorința sa a fost aprobată și astfel Yolanda Saldívar a devenit președinta fan clubului; mai târziu devenind și managerul buticurilor de haine ale Selenei.
Selena a lansat un alt album de succes în 1992, "Entre a Mi Mundo", care a obținut de asemenea discul de aur. Cântece de pe album cum ar fi "Como La Flor", au ajutat-o pe Selena să devină o vedetă. Albumul său din 1993, Selena Live!, a câștigat un premiu Grammy la categoria Best Mexican-American Performance ("Cel mai bun spectacol Mexicano-American").

### Pe culmile succesului (1994—1995)
Selena a lansat următorul album, "Amor Prihibido", în 1994. Albumul a fost nominalizat pentru un alt premiu Grammy, secțiunea Albumul mexicano-american al anului. A început să facă design și a fabricat o linie de haine în 1994 și a deschis doua buticuri numite "Selena Etc.", unul în Corpus Christi și celălalt în San Antonio. Amândouă erau echipate cu saloane de înfrumusețare. Revista "Hispanic Business" a spus că aceste buticuri i-au adus un venit de peste 5 milioane de dolari cântăreței. Selena a apărut alături de Erik Estrada în telenovela latino intitulată “Dos Mujeres, Un Camino” (Doua femei, un drum).
Selena și trupa ei au continuat să primească elogii; Premio Lo Nouestro le-a acordat 6 premii prestigioase incluzând Cel mai bun artist latino al anului, și Cântecul anului pentru „Como La Flor”. Coca-Cola a lansat o sticlă comemorativă în onoarea ei pentru a celebra prietenia lor de 5 ani. Între timp, duetul său cu Barrio Boyzz, „Dondequiera Que Estes”, a urcat până în vârful topurilor latine. Acest lucru a îndemnat-o pe Selena să concerteze în New York, Argentina, Puerto Rico și America Centrala unde faima ei creștea repede. Duetul sau cu Alvaro Torres, „Buenos Amigos” a fost de asemenea un hit. 
În toamna anului 1994, albumul „Amor Prohibido” a devenit un succes comercial în Mexic și a avut 4 cântece numărul 1, înlocuind albumul Gloriei Estefan, „Mi Tierra” care ocupa locul I în topuri. Au fost vândute peste 40.000 de copii până la sfârșitul lui 1994 în SUA și alte 50.000 în Mexic, ajungând la statutul de disc de aur. În acel moment, Selena a început să-și facă planuri pentru a lansa un album în engleză, dar a continuat să concerteze în turneul de promovare al albumului Amor Prohibido în timp ce făcea pregătirile pentru album.
Albumul său „Selena Live!” a câștigat premiul „Cel mai bun album mexicano-american” la cea de-a 36-a ediție a premiilor Grammy iar albumul „Amor Prohibido”, care a fost nominalizat pentru un alt Grammy, a produs 4 hituri nr, I în spaniolă (unul dintre ele după moartea sa).
În 1995, Selena a avut o apariție cameo în comedia romantică „Don Juan DeMarco”, în care au jucat Marlon Brando, Johnny Depp și Faye Dunaway; ea jucând rolul unei cântărețe mariachi în prima scenă. În februarie 1995, Selena a concertat la Houston Livestock Show and Rodeo din Houston Astrodome, spectacol la care au participat peste 65.000 de fani, număr mai mare de fani decât la concertele altor staruri country cum ar fi George Strait, Vince Gill și Reba McEntire. În ciuda programului încărcat, Selena a vizitat școlile locale pentru a vorbi cu elevii despre importanța educației. A acordat din timpul său și organizațiilor civice, cum ar fi D.A.R.E și a organizat un concert pentru strângerea de fonduri pentru a-i ajuta pe pacienții ce suferă de SIDA. Selena și-a programat lansarea albumului său în engleză în vara anului 1995. Fiindu-i teamă că fanii săi aveau să-i întoarcă spatele, lucra și la un nou album tejano. Între timp plănuia să deschidă încă două buticuri, unul din ele în Monterrey, Mexic.

### Moartea prematură
La începutul anului 1995, familia Quintanilla a descoperit că Yolanda Saldívar, președinta fan clubului Selenei (din Texas) și managerul buticurilor Selenei, sustrăgea bani din fan club. Aceasta decide să o împuște pe cântăreață. La scurt timp după ceartă, Selena a fost de acord să o întâlnească pe Saldívar la hotelul Days Inn din Corpus Christi în dimineața zilei de 31 martie 1995 pentru a recupera hârtiile pentru declarațiile de impozit. La hotel, Selena a cerut hârtiile care lipseau. Saldívar a întârziat să i le dea susținând că a fost abuzată sexual în Mexic. Cântăreața a dus-o pe Saldívar la un spital din zonă unde doctorii nu au găsit nici o dovadă de viol. Întoarse la motel, Selena îi cere din nou actele lui Saldívar și îi spune că nu poate să mai aibă încredere în ea. La 11:40, Yolanda a scos o armă din geanta sa și a îndreptat-o spre Selena. Când cântăreața s-a întors să plece, Saldívar a împușcat-o o dată în spate. Adunându-și forțele, Selena fuge spre recepția hotelului pentru a cere ajutor. S-a prăbușit la pământ în timp ce funcționarul suna la 911 și Saldívar o urmărea și striga “târfo” (bitch). Înainte de a se prăbuși Selena a spus cine a împușcat-o și numărul camerei în care a fost împușcată. După sosirea ambulanței și a poliției, Selena a fost transportată la un spital local. A murit din cauza hemoragiei la 13:05 la vârsta de 23 de ani.

## Evenimente postmortem

Mormântul Selenei Quintanilla-Pérez

Moartea Selenei a devastat și întristat lumea latino, și nu numai, atât din SUA cât și din lumea întreagă. Posturi de televiziune și radio și-au întrerupt programele pentru a da știrea; Tom Brokaw a numit-o pe Selena “Madonna mexicana”. Au fost ținute multe comemorări în numele ei iar posturile de radio din Texas au pus melodiile ei non-stop. Înmormântarea sa a adunat aproape 60.000 de persoane, dintre care mulți erau veniți din afara Statelor Unite. Printre celebritățile care au sunat familia Quintanilla au fost Gloria Estefan, Julio Iglesias și Madonna. Revista “People” a publicat un articol în memoria Selenei intitulat “Selena 1971-1995, Her Life in Pictures”. Câteva zile mai târziu, Howard Stern a râs de moartea și înmormântarea Selenei, dar și de cei îndoliați și i-a criticat muzica. Stern a spus “Această muzică nu mă impresionează în nici un fel. Alvin and the Chipmunks au mai mult suflet… Vorbitorii de spaniolă au cele mai proaste gusturi în ceea ce privește muzica. Nu au nici o profunzime.” Comentariile lui Stern au înfuriat și șocat comunitatea hispanică din Texas. La 2 săptămâni de la moartea ei, George W. Bush, atunci guvernator al statului Texas, a declarat ziua de naștere a Selenei, 16 aprilie, “ziua Selena”.
În aceea vară, albumul Selenei, “Dreaming of You”, o combinație de cântece în spaniolă și noi cântece în engleză, a debutat ca numărul 1 în topul Billboard SUA 200, făcând-o prima cântăreață hispanică ce a reușit să ajungă până aici și al doilea mare debut după albumul lui Michael Jackson, “HIStory”. În data lansării sale, albumul a fost vândut în peste 175.000 de copii, un record pentru o cântăreață pop, și a vândut peste 2 milioane de copii în primul an. Cântece cum ar fi “I Could Fall in Love” și “Dreaming of You” au fost difuzate de cele mai importante posturi de radio de limbă engleza și au urcat până pe locul 22 în Billboard Hot 100. Intre timp, “I Could Fall in Love” deși necalificat pentru Hot 100 atunci, a urcat pe locul 12 în Hot 100 Airplay și în top 10 Adult Contemporary Chart. David Byrne a adus omagii Selenei în turneele sale cu Tosca Strings cântând melodia sa “God’s Child”. “Dreaming of You” a fost vândut în aproximativ 5 milioane de copii în SUA.
În octombrie 1995, un juriu din Houston a condamnat-o pe Saldívar pentru infracțiunea de crimă de gradul I cu pedeapsa la închisoare pe viață cu posibilitatea de a eliberare condiționată la împlinirea termenului de 30 de ani. Pistolul folosit de Saldívar pentru a o ucide pe Selena a fost sfărâmat și aruncat în Golful Corpus Christi.
Moartea Selenei ocupa locul 6 în documentarul “101 Most Shocking Deaths” (Cele mai șocante 101 morți) realizat de E!.

## Importanța și moștenirea culturală
Jennifer Lopez a jucat într-un film despre viața Selenei. Prima actriță căruia i-a fost oferit rolul Selenei , Salma Hayek , a decis să nu-l accepte. Regizat de Gregory Nava, filmul a primit în general critici pozitive. Peste 20.000 de persoane au fost la audiții pentru rolul principal. Filmul a stârnit unele controverse în comunitatea mexicano-americană deoarece Lopez este puertoricano-americană și joacă rolul unei descendente mexicane. Dar fanii Selenei au susținut filmul. Interpretarea lui Lopez a ajutat-o sa-și eleveze cariera. Deși Lopez a avut succes ca pop star câțiva ani mai târziu, vocea Selenei nu a fost înlocuită în melodiile din film. Pentru rolul său, Lopez a fost nominalizată pentru un premiu Golden Globe, categoria “Cea mai buna actriță într-un muzical”. 
Stadionul Reliant din Houston a fost gazda unui concert omagiu "Selena ¡VIVE!", în 7 aprilie 2005. Ținut la o săptămână de la comemorarea morții sale, peste 65.000 de fani au participat la concert. Printre cei care au cântat se numără Gloria Estefan, Pepe Aguilar, Thalía, Paulina Rubio, Ana Barbera, Alejandra Guzmán, Ana Gabriel, și Fey. Artiști au interpretat melodii ale Selenei, la fel și fratele său, A.B. Quintanilla care a cântat cu trupa sa Kumbia Kings având în background imagini cu Selena cântând „Baila Esta Cumbia”. Transmis de Univision, "Selena ¡VIVE!" este cel mai apreciat și vizionat show de limbă spaniolă din istoria televiziunii americane. Showul care a ținut peste 3 ore, a avut 35,9 puncte de audiență conform Nielson household rating.

## Discografie
| Anul | Album                    |
| ---- | ------------------------ |
| 1984 | Mis Primeras Grabaciones |
| 1985 | The New Girl in Town     |
| 1986 | Alpha                    |
| 1987 | And the Winner Is...     |
| 1988 | Preciosa                 |
| 1988 | Dulce Amor               |

| An   | Reînregistrat | Album               |
| ---- | ------------- | ------------------- |
| 1989 | 2002          | Selena              |
| 1990 | 2002          | Ven Conmigo         |
| 1990 | 2002          | Mis Primeros Éxitos |
| 1992 | 2002          | Entre a Mi Mundo    |
| 1993 | 2002          | Selena Live!        |
| 1994 | 2002          | Amor Prohibido      |

| Year | Album                                  |
| ---- | -------------------------------------- |
| 1995 | Dreaming of You                        |
| 1996 | Siempre Selena                         |
| 1999 | All My Hits Vol.1                      |
| 2002 | Ones (CD/DVD)                          |
| 2003 | Greatest Hits (CD/DVD)                 |
| 2004 | Momentos Intimos                       |
| 2005 | Selena ¡VIVE!                          |
| 2007 | Through The Years/A Traves de los Anos |

## Filmografie
| Film        | Film                    | Film                   | Film        |
| An          | Fil                     | Rol                    | Observații  |
| ----------- | ----------------------- | ---------------------- | ----------- |
| 1995        | Don Juan DeMarco        | Ranchera singer        | Rol Minor   |
| Televiziune |                         |                        |             |
| An          | Titlu                   | Rol                    | Observații  |
| 1985-1995   | Johnny Canales Show     | propriul rol           | Apariție TV |
| 1987-1995   | Tejano Music Awards     | propriul rol           | Apariție TV |
| 1993        | Dos mujeres, un camino  | propriul rol           |             |
| 2008        | Biography               | Serial TV (2 episoade) | 2009        |
| 2009        | Top Trece               | Serial TV (1 episod)   |             |
| 2009        | Historia de una Leyenda | Serial TV (1 episod)   |             |